# Encephalartos gratus
Encephalartos gratus là một loài thực vật hạt trần trong họ Zamiaceae. Loài này được Prain mô tả khoa học đầu tiên năm 1916.